# Valentina Monetta
Valentina Monetta (Città di San Marino, 1º marzo 1975) è una cantante sammarinese.

## Carriera musicale

### Gli esordi e i primi successi
Ha iniziato la carriera cantando in diversi gruppi jazz e funky organizzando spettacoli in giro per San Marino e per la Romagna.
Nel 2001 ha partecipato al talent show di Italia 1 Popstars con Daniele Bossari.
Nel 2002 aderisce al progetto Charme con cui pubblica il singolo Sharp per Sony Music.
Nel 2006 entra nelle 2Black con cui nel 2007 ha pubblicato il singolo Vai, in collaborazione con Papa Winnie.
Nel 2008 si era candidata alla selezione interna per rappresentare San Marino all'Eurovision Song Contest 2008 col il brano Se non ci sei tu.
Nel 2011 ha pubblicato il suo primo mini-album Il mio gioco preferito con il trio My funky Valentine.

### Eurovision Song Contest
Dopo essere stata notata in un locale di Riccione dall'allora direttore generale di San Marino RTV Carmen Lasorella, nel 2012 viene scelta dalla TV di Stato per rappresentare il Titano all'Eurovision Song Contest 2012 a Baku, in Azerbaigian con il brano Facebook Uh Oh Oh. Il brano, creato dall'esperto autore tedesco Ralph Siegel per le musiche e da Mauro Balestri per i testi, viene accusato di avere contenuti pubblicitari espliciti per via della parola Facebook. Il comitato organizzatore ha confermato la natura pubblicitaria del brano, decretandone la non ammissibilità alla manifestazione, e dando tempo alla tv del Titano di ripresentare una versione modificata del brano.
Il 22 marzo 2012 viene rivelata la versione definitiva del brano intitolata The Social Network Song (Oh Oh-Uh-Oh Oh). Il pezzo diventa in poco tempo un fenomeno mediatico, facendo molto discutere gli appassionati della manifestazione e dividendo il pubblico a metà.
Il brano viene presentato durante la prima semifinale del 22 maggio, dove pur non riuscendo a raggiungere la finale, si classifica 14ª all'interno della semifinale, ottenendo 31 punti.
Il 30 gennaio 2013 viene annunciato il ritorno di Valentina Monetta per l'Eurovision Song Contest 2013 con la canzone Crisalide (Vola), degli stessi autori dell'anno passato. Ne esiste anche una versione in inglese dal titolo Chrysalis.
Il 15 marzo 2013 durante una diretta televisiva su SMtv viene presentato il videoclip ufficiale del brano.
Il brano viene presentato durante la seconda semifinale del 16 maggio e nonostante fosse dato tra i favoriti, il pezzo non riesce a raggiungere la finale, finendo solo 11º con 47 punti, miglior risultato per il Titano.
Nel maggio 2013 il direttore Carlo Romeo di SMTv le ha richiesto di rappresentare San Marino all'ESC per la terza volta consecutiva.
Il 6 giugno 2013 è stato ufficialmente pubblicato il secondo album (prima raccolta), della cantante sammarinese intitolato La storia di Valentina Monetta, comprendente suoi successi del passato e versioni speciali della canzone Crisalide (Vola).

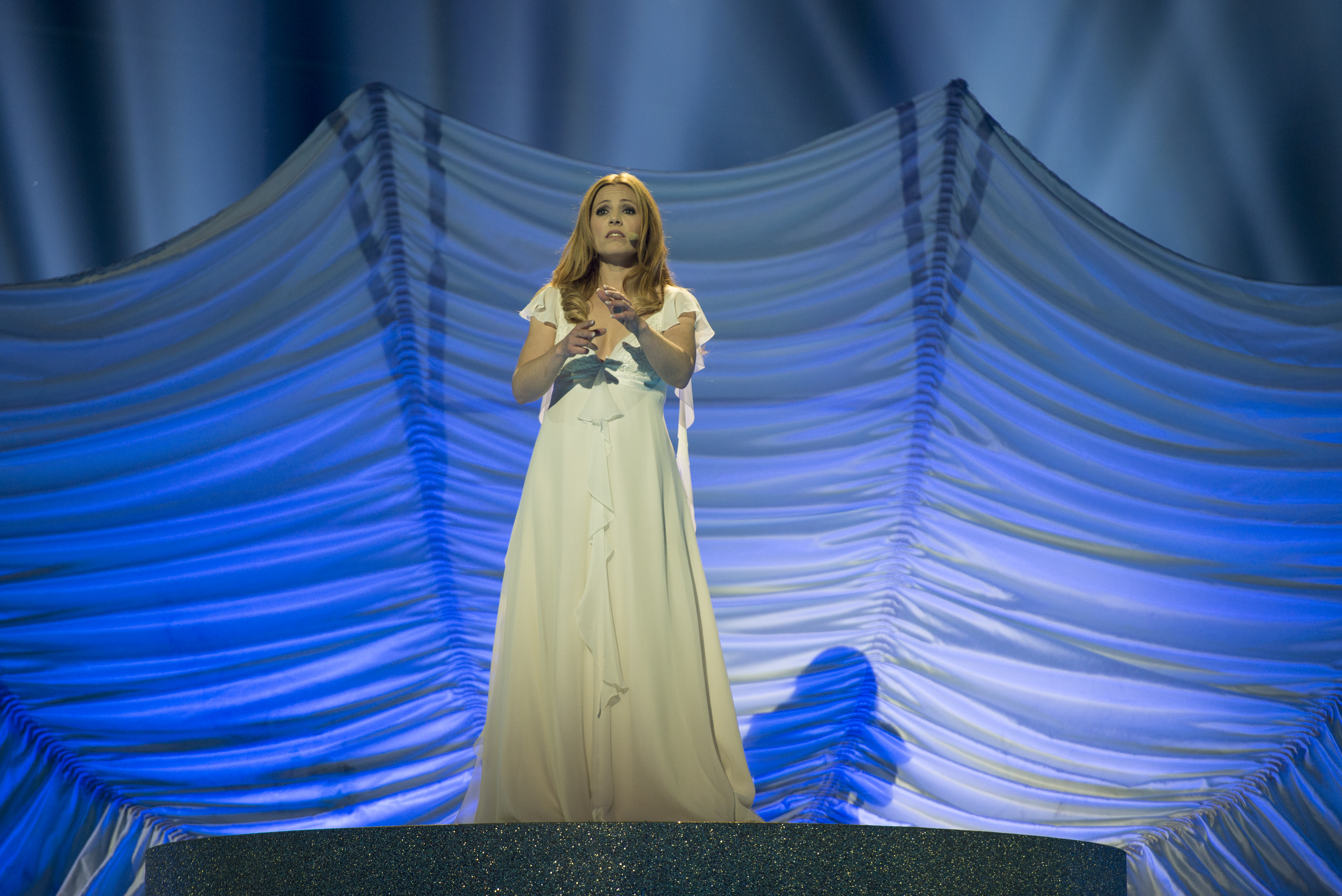
Valentina Monetta all'Eurovision Song Contest 2014 a Copenaghen

Il 19 giugno 2013 è stata ufficialmente riconfermata per la terza volta consecutiva all'Eurovision Song Contest 2014 in Danimarca, risultando essere la prima cantante nota per codesta edizione dell'Eurovision Song Contest, solo dopo un mese dalla sua seconda partecipazione di fila. Con il brano Maybe (Forse), nuovamente opera di Siegel-Balestri, conquista la finale, prima volta per il Titano, posizionandosi al 24º posto della classifica finale con 14 punti. Con un post pubblicato sul suo profilo Instagram la cantante del Titano annuncia che non ha intenzione di partecipare per la quarta volta all'evento, ma sarà comunque presente nel 2015 come portavoce dei voti sammarinesi. Non passa tuttavia molto tempo prima che venga per l'ennesima volta scelta per rappresentare la piccola Repubblica.
Il 12 marzo 2017 il Titano ufficializza che Valentina tornerà per la quarta volta nella manifestazione europea, questa volta in coppia con l'internazionale Jimmie Wilson, con il brano Spirit of the Night per Kiev. Partecipano alla seconda semifinale, dove, ottenendo un punto, concludono al diciottesimo posto e vengono eliminati dalla competizione.

## Discografia

### Album in studio
- 2011 - Il mio gioco preferito
- 2013 - La storia di Valentina Monetta
- 2014 - Sensibilità

### Singoli
- 2002 - Sharp (Con gli Sharm)
- 2007 - Vai (Con le 2Black e Papa Winnie)
- 2008 - Se non ci sei tu
- 2012 - Facebook Uh Oh Oh
- 2012 - The Social Network Song (Oh Oh-Uh-Oh Oh)
- 2013 - Crisalide (Vola)
- 2013 - Una giornata bellissima
- 2013 - L'amore verrà
- 2014 - Maybe (Forse)
- 2017 - Spirit of the night (feat. Jimmie Wilson)